# Thành phố Boroondara
Thành phố Boroondara (/bʊruːndˈɑːrɑː/ hoặc /bɒruːndˈɑːrɑː/) là một khu vực chính quyền địa phương ở tiểu bang Victoria, nước Úc. Đây là đơn vị hành chính cơ sở nằm ở phía đông vùng đô thị Melbourne. Nó được thành lập vào tháng 6 năm 1994 từ việc hợp nhất bốn thành phố trước đó gồm Kew, Camberwell và Hawthorn.
Boroondara có diện tích vào khoảng 60 km². Tại cuộc điều tra dân số toàn quốc năm 2011, thành phố ghi nhận được số cư dân là 159.184. Boroondara đứng thứ hạng cao về mức sống, được xếp hạng thứ 9 trên 590 đơn vị hành chính toàn quốc về Chỉ số Chất lượng cuộc sống năm 2008, và đứng thứ nhất trong cuộc thăm dò về độ hài lòng của cư dân trên toàn tiểu bang năm 2013.

## Lịch sử
Phạm vi của thành phố trước đây là vùng đất cư trú của người Wurundjeri, thuộc bộ tộc thổ dân Kulin.
Năm 1837, nhà chăn nuôi John Gardiner và gia đình đưa đàn gia súc từ New South Wales đến vùng đất này. Gia đình ông cùng với John Hepburn nằm trong số những người gốc châu Âu đầu tiên định cư ở quận Port Phillip, tiền thân của Melbourne ngày nay. Cùng năm đó, nhà đo đạc Robert Hoddle đến khảo sát trong vùng và đặt tên nơi đây là "Xứ Boroondara" (Parish of Boroondara). Tên gọi đó xuất phát từ cảnh quan lúc bấy giờ trong vùng chủ yếu nhiều cây cối rậm rạp. Boroondara bắt nguồn từ tiếng thổ dân bản địa, có nghĩa là "nơi mặt đất phủ bóng cây rậm rạp".
Chính quyền địa phương đầu tiên là Quận Boroondara - một "road board" được thành lập năm 1854. Năm 1860, Hawthorn và Kew tách ra thành hai thị trấn độc lập. Phần còn lại đến năm 1871 đổi thành Quận Boroondara (Shire of Boroondara). Vài chục năm sau đó, nó được nâng cấp lên thị trấn, thị xã và Thành phố Camberwell.
Thực hiện chủ trương hợp nhất các đơn vị hành chính cơ sở, tháng 6 năm 1994, ba thành phố Kew, Camberwell và Hawthorn được tái sáp nhập thành Thành phố Boroondara mới. Chính quyền tiểu bang cho miễn nhiệm toàn bộ ủy viên hội đồng cũ, thay bằng ba Ủy viên đại diện do tiểu bang lựa chọn. Năm 1996, cử tri trên địa bàn đi bầu chọn ra hội đồng thành phố mới.

## Chính quyền địa phương
Hội đồng thành phố Boroondara là cấp chính quyền thứ ba trong hệ thống chính trị Úc. Hội đồng có nhiệm vụ triển khai và thực thi các công tác ở cơ sở như quản lý chất thải, điều hành các trung tâm giải trí cộng đồng, xem xét xây dựng công trình, bảo trì đường sá, hệ thống thoát nước, dịch vụ y tế, trẻ em, công viên cây xanh, quản lý thư viện cấp cơ sở và thu lệ phí đậu xe trên phố.
Trụ sở thành phố đặt tại vùng Camberwell và được cải tạo, nâng cấp từ Tòa thị chính Camberwell cũ. Mặt tiền của tòa nhà phía đường Camberwell Road vẫn được giữ nguyên, trong khi đó, lối vào tòa nhà phía đường Inglesby đã được sửa đổi ít nhiều. Công trình thi công cải tạo hoàn tất năm 2010 và tiêu tốn 20 triệu đô la tiền ngân sách.

### Cơ cấu Hội đồng thành phố

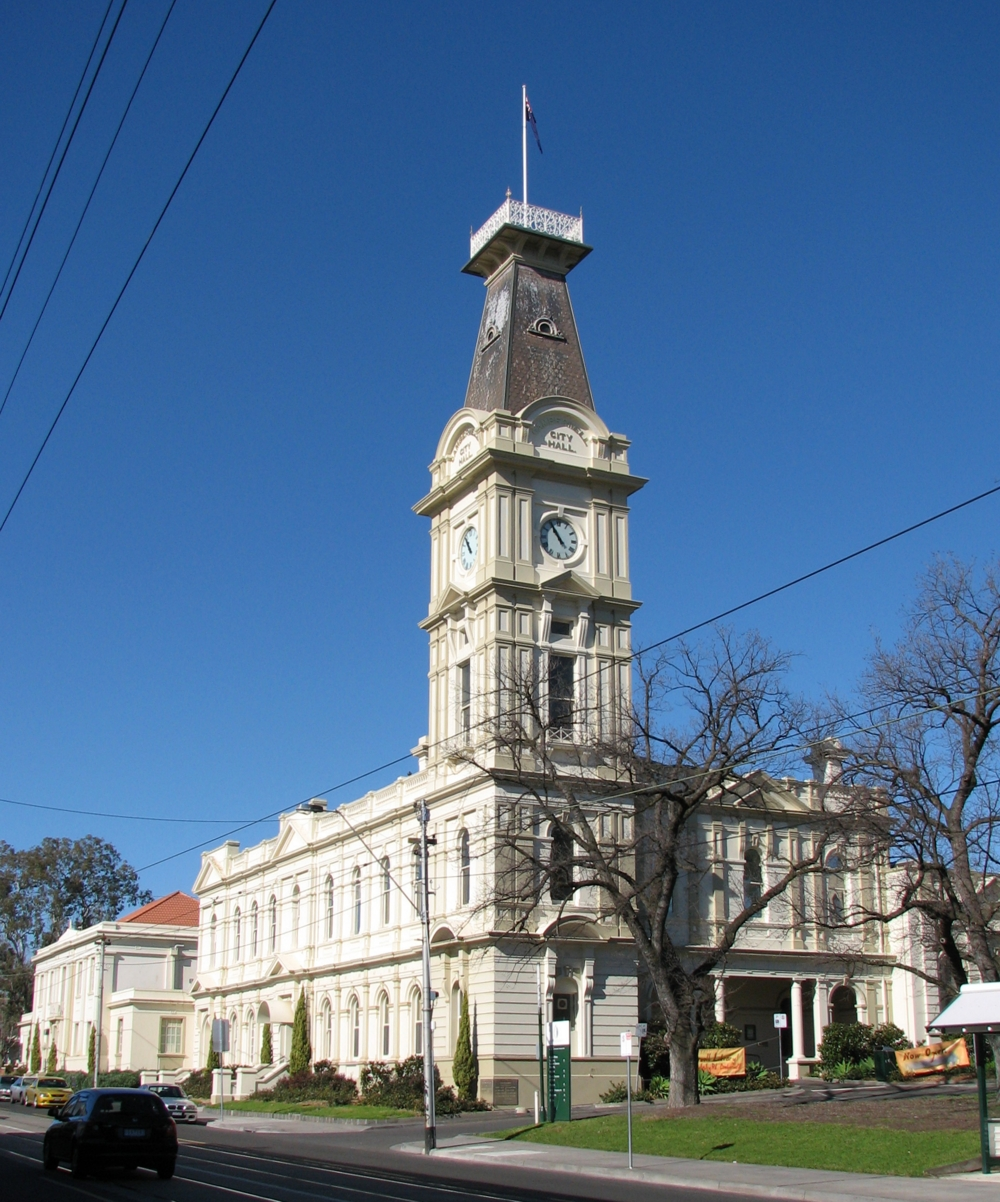
Các Barnes Tòa Thị Chính.

Hội đồng thành phố Boroondara gồm có 10 nghị viên, mỗi người đại diện cho một phường hành chính. Đây là một trong hai hội đồng cơ sở ở tiểu bang có số ủy viên là số chẵn. Nhiệm kỳ ủy viên kéo dài 4 năm. Kỳ bầu cử gần nhất diễn ra tháng 10 năm 2016. Vào tháng 10 hàng năm, hội đồng sẽ họp và bầu ra một ủy viên giữ chức thị trưởng. Thị trưởng hiện tại là ông Phillip Healey đại diện phường Studley.
| Phường     | Vùng                                           | Đảng | Đảng              | Nghị viên          | Elected |
| ---------- | ---------------------------------------------- | ---- | ----------------- | ------------------ | ------- |
| Bellevue   | Balwyn North, Kew East                         |      | Nghị viên độc lập | Jim Parke          | 2012    |
| Cotham     | Kew, Balwyn, Balwyn North, Deepdene            |      | Tự do             | Felicity Sinfield  | 2016    |
| Gardiner   | Glen Iris, Hawthorn East, Hawthorn, Camberwell |      | Nghị viên độc lập | Coral Ross         | 2002    |
| Glenferrie | Hawthorn, Kew                                  |      | Nghị viên độc lập | Steve Hurd         | 2012    |
| Junction   | Camberwell, Hawthorn East, Canterbury          |      | Nghị viên độc lập | Jack Wegman        | 2002    |
| Lynden     | Camberwell, Glen Iris, Canterbury              |      | Nghị viên độc lập | Lisa Hollingsworth | 2016    |
| Maling     | Canterbury, Surrey Hills, Balwyn               |      | Nghị viên độc lập | Jane Addis         | 2012    |
| Maranoa    | Balwyn, Balwyn North, Mont Albert North        |      | Tự do             | Cynthia Watson     | 2016    |
| Solway     | Ashburton, Glen Iris                           |      | Tự do             | Garry Thompson     | 2016    |
| Studley    | Kew, Hawthorn                                  |      | Tự do             | Phillip Healey     | 2004    |

## Cơ sở hạ tầng

### Thư viện
Thành phố Boroondara có năm thư viện công cộng nằm tại các vùng Canterbury, Ashburton, Balwyn, Camberwell và Hawthorn.

### Trường học
Boroondara nằm trong số những địa phương có tỷ lệ người đi học cao nhất trên cả nước, với 29% dân cư đang tham dự bất cứ một loại hình trường lớp chính quy nào. Đồng thời, xét trên nhiều chỉ số thống kê và chất lượng giáo dục, cũng đứng thứ hạng cao trên toàn tiểu bang và cả nước. Nhiều trường tư thục danh tiếng cũng tập trung ở đây, như Trung học Xavier, Methodist Ladies College (MLC), Strathcona Baptist Girls' Grammar School, Camberwell Grammar School, Trinity Grammar School, Carey Baptist Grammar School, Scotch College, Fintona Girls' School, Genazzano FCJ và Preshil. Bên cạnh đó còn có ba trường Công giáo, gồm St Michael's Parish School, Our Lady of Good Counsel và St Bede's School.
Một số vùng ngoại ô của Boroondara nằm chồng lấn trên nhiều thành phố khác, bao gồm
- Glen Iris (có phần nằm trong thành phố Stonnington)
- Mont Albert (có phần nằm trong thành phố Whitehorse)
- Surrey Hills (có phần nằm trong thành phố Whitehorse)

## Thành phố kết nghĩa
Boroondara có một thành phố kết nghĩa.
- Same, Đông Timor (2001)